# 퀘벡주의 기

퀘벡 주의 기

퀘벡 주 총독의 기

퀘벡 주의 기, 일명 플뢰르들리제(Fleurdelisé)는 파란 바탕의 백십자에 백합 문장이 배치된 깃발로, 퀘벡주 정부에 의해 채택되었던 주기이다. 1948년 1월 21일 퀘벡 주 의회 의사당 앞에 최초로 게양됐다.
플뢰르 드 리스(fleur-de-lis)로 불리는 백합 문장은 프랑스 왕가의 상징으로 알려져 있다.